# Sedloňov
Sedloňov (niem. Sattel) – gmina w Czechach, w powiecie Rychnov nad Kněžnou, w kraju hradeckim. Według danych z dnia 1 stycznia 2013 liczyła 235 mieszkańców.